# Lissochroa
Lissochroa é um gênero de mariposa pertencente à família Acrolepiidae.